# Boris Grigorjev

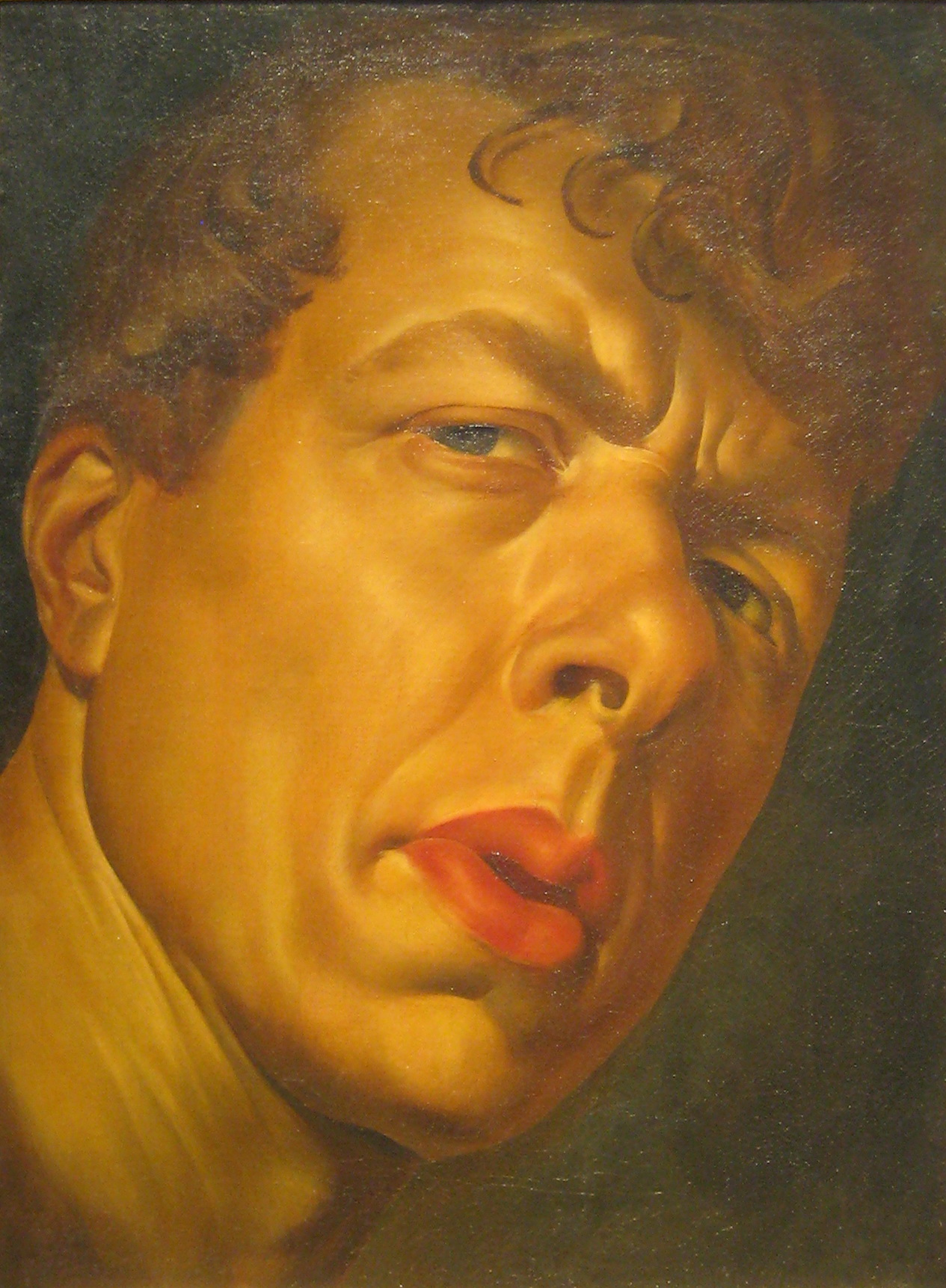
Grigorjev porträtterad av Aleksandr Jakovlev, 1920-talet.

Boris Dmitrijevitj Grigorjev (ryska Бори́с Дми́триевич Григо́рьев), född 11 juni 1886 i Rybinsk, död 7 februari 1939 i Cagnes-sur-Mer, Frankrike, var en rysk konstnär.
Grigorjev studerade först vid Stroganovs konstskola mellan 1903 och 1907 och därefter vid Kejserliga konstakademien i S:t Petersburg 1907-1912. Efter den ryska revolutionen lämnade Grigorjev 1919 Ryssland och bosatte sig i Frankrike. Han studerade vid Académie de la Grande Chaumière i Paris och kom att influeras starkt av Paul Cézanne.
Grigorjev skildrade ofta den ryska landsbygden i sina målningar. Han fick sitt genombrott i väst under 1920-talet då han gjorde sig ett namn både i Europa och USA, där han blev omskriven som en konstnär vars målningar fångade den "ryska själen". Den franske författaren Claude Farrère har beskrivit Grigorjev som "barbarisk, men inte utan geni".

## Några verk

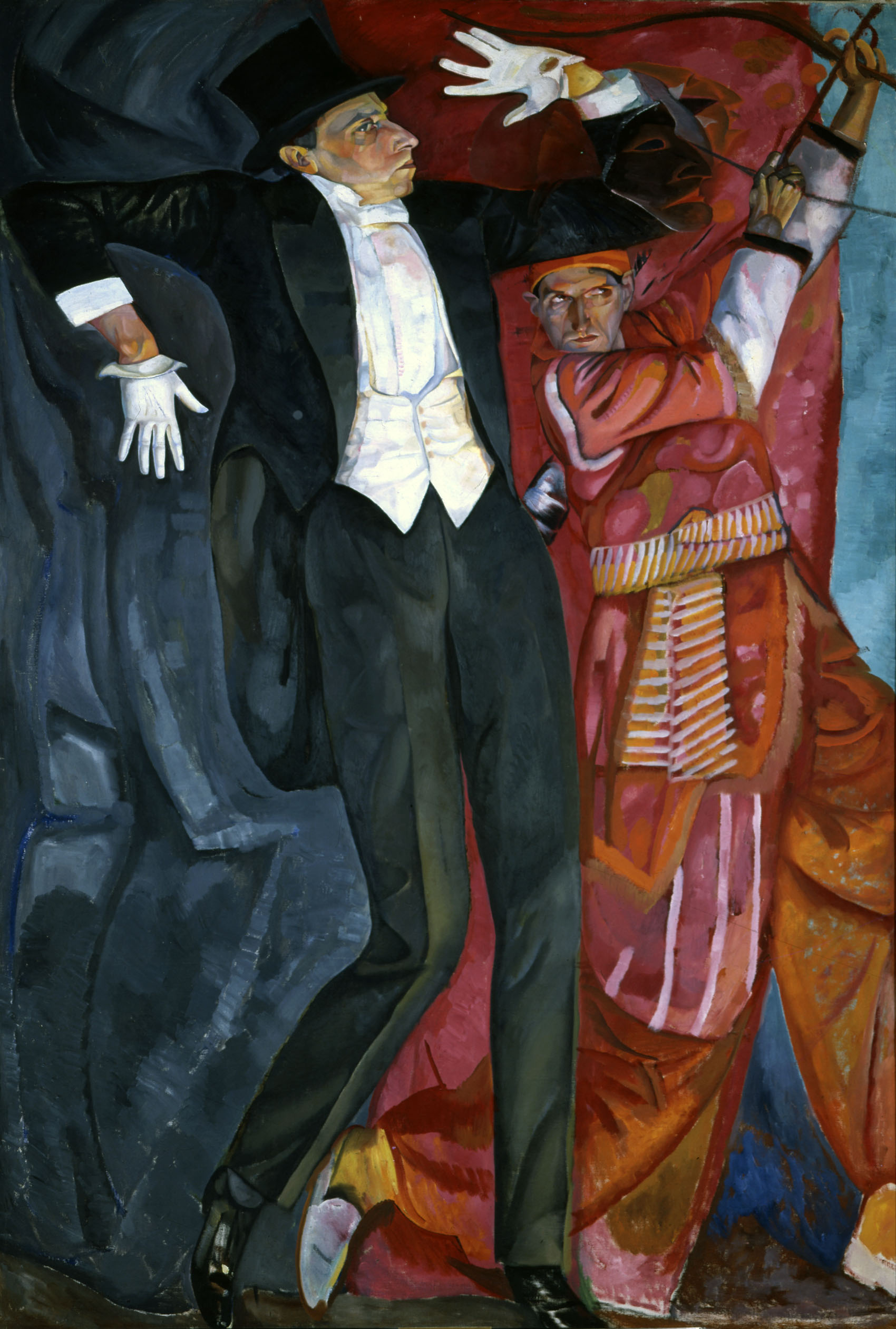
Vsevolod Meyerhold, 1916
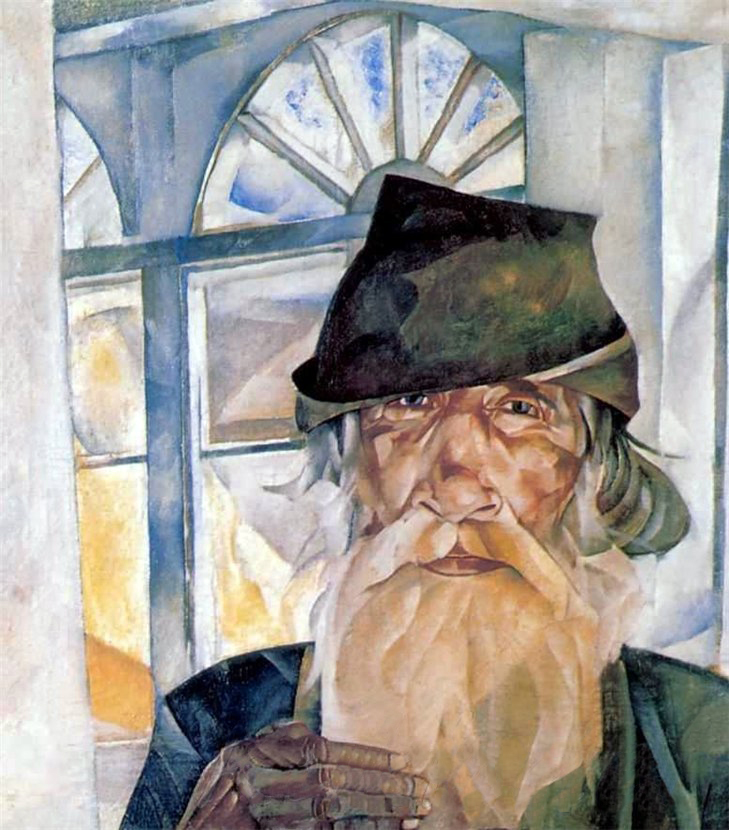
En gammal man från Olonets
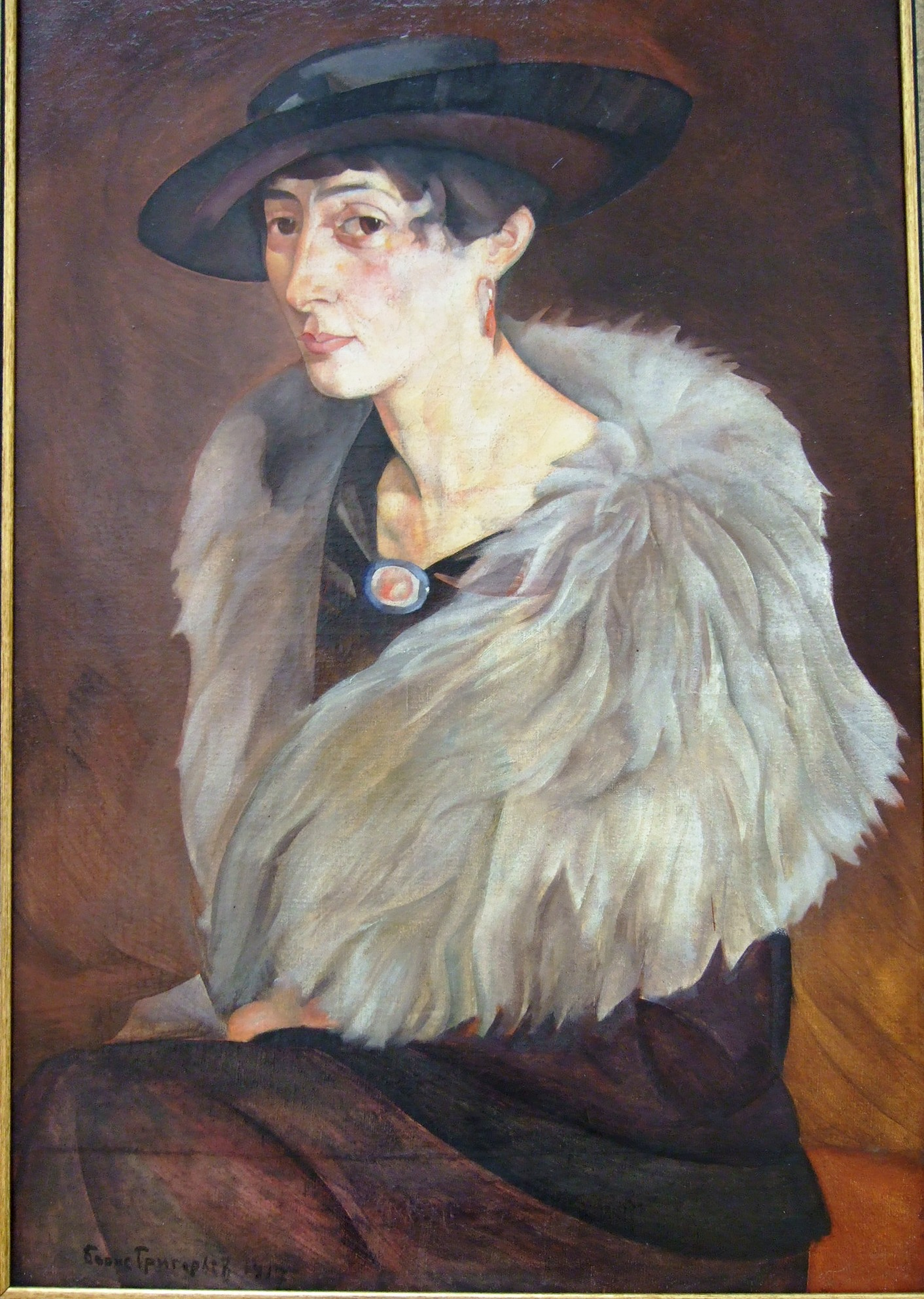
Porträtt av Anna Griliches, 1917
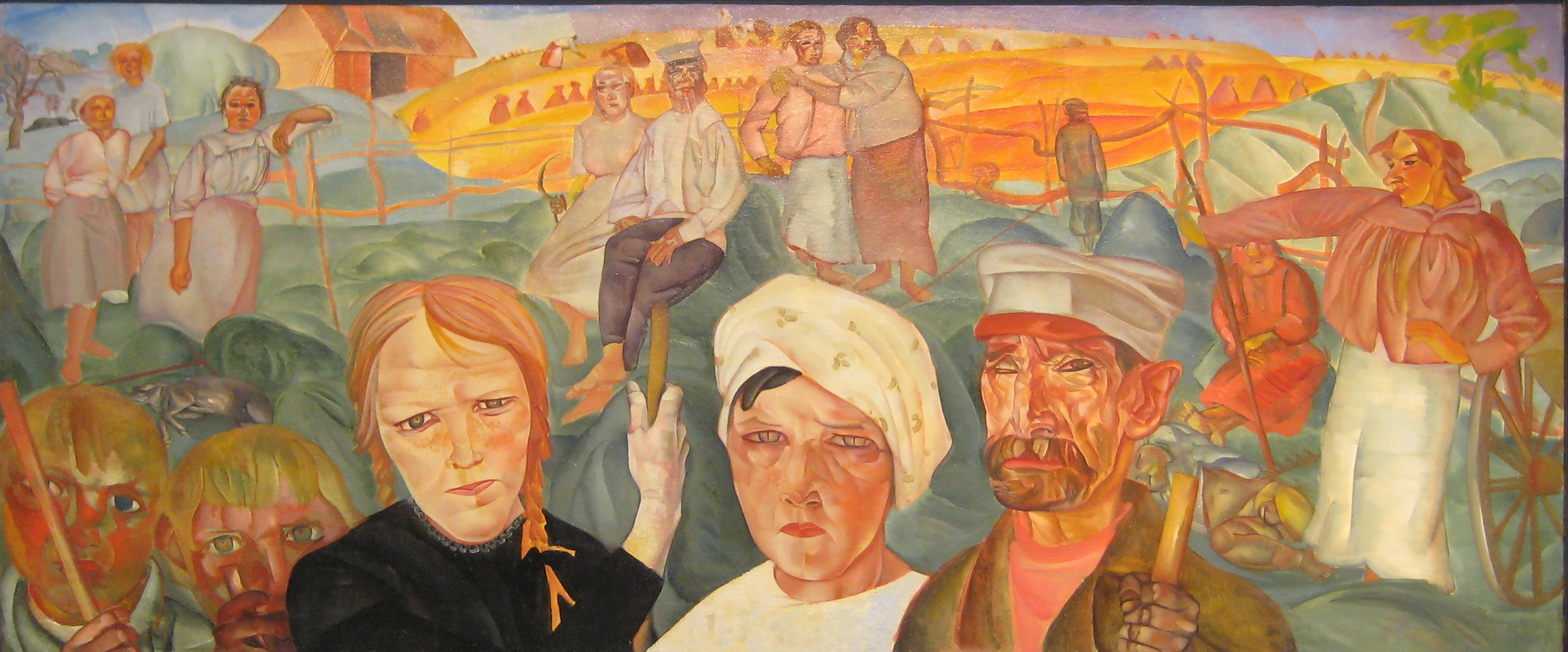
Folkets land, 1917–1918
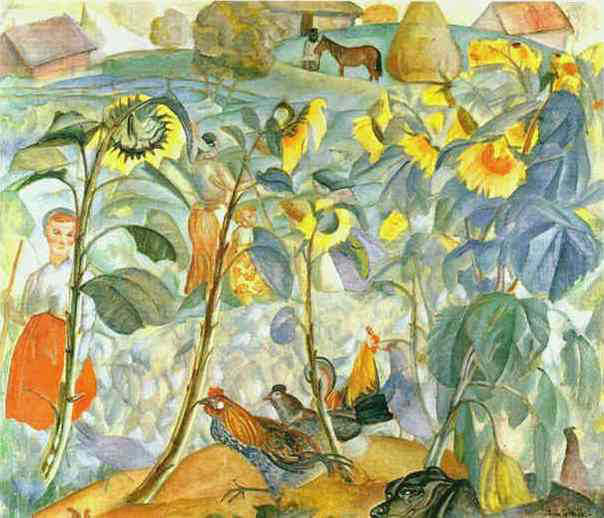
Solrosor, 1917–1919
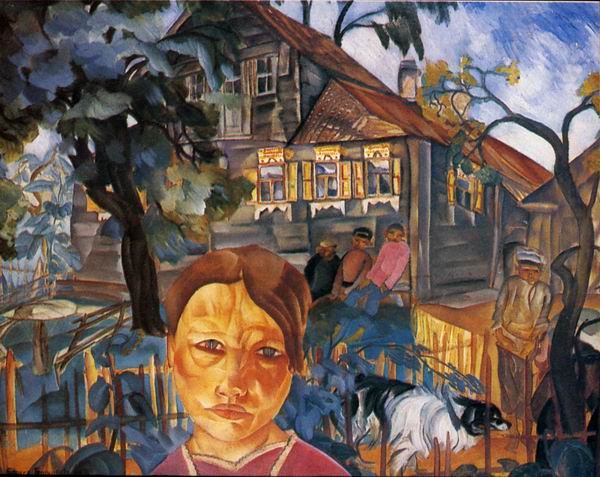
By, 1918
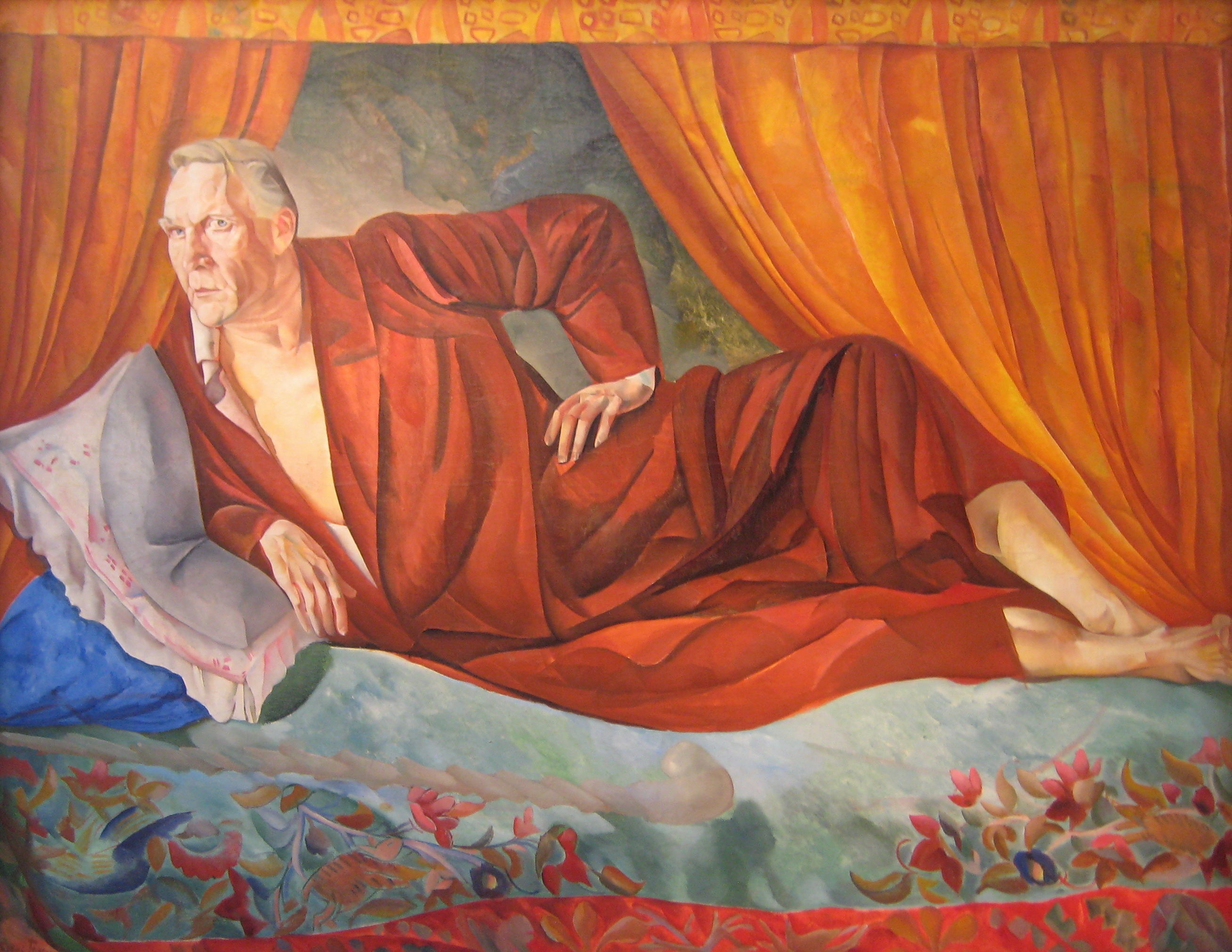
Fjodor Sjaljapin, 1918
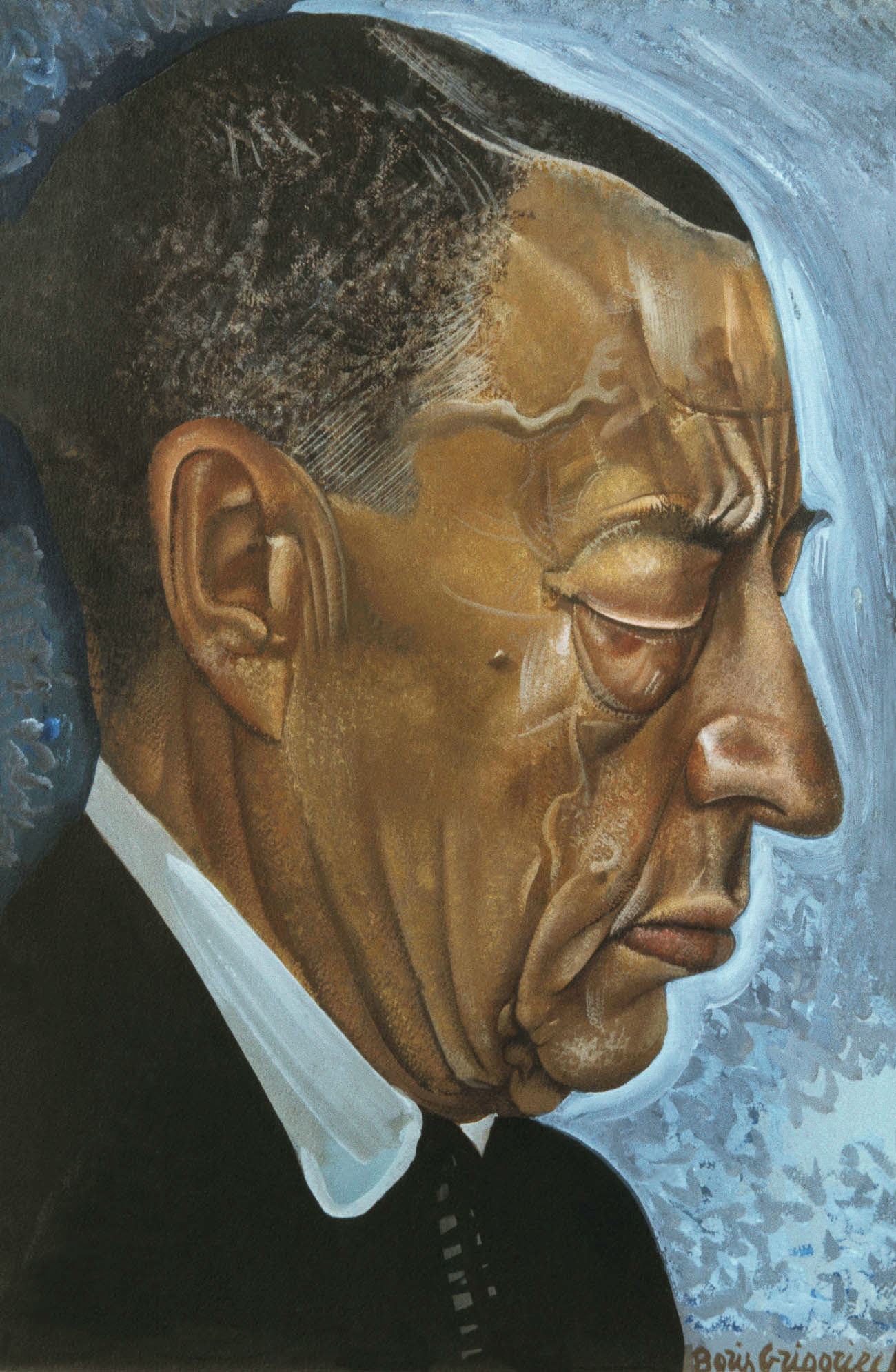
Sergej Rachmaninov